# Distichopora laevigranulosa
Distichopora laevigranulosa is een hydroïdpoliep uit de familie Stylasteridae. De poliep komt uit het geslacht Distichopora. Distichopora laevigranulosa werd in 1986 voor het eerst wetenschappelijk beschreven door Cairns. 